# Cheiracanthium insulare (Vinson)
Cheiracanthium insulare is een spinnensoort uit de familie Cheiracanthiidae.
De wetenschappelijke naam van de soort werd in 1863 als Clubiona insularis gepubliceerd door Auguste Vinson.

## Voorkomen
De soort komt voor in Réunion.